# Naguanagua
Naguanagua es una localidad venezolana capital del Municipio Naguanagua, Estado Carabobo, en la Región Central de Venezuela. Para 2016, Naguanagua contaba con una población de 185.713 habitantes. Es reconocida por su amplia área económica y comercial y por ser sede de una de las principales universidades de Venezuela, la reconocida Universidad de Carabobo, del primer complejo de edificios de World Trade Center Valencia en Venezuela y el segundo Centro Comercial Sambil del país.

## Toponimia
La etimología del vocablo Naguanagua es indeterminada, y en todo caso imprecisa y sin demostración. Algunos autores sostienen que el nombre "Naguanagua" proviene del cacique Inagoanagoa, quien mandaba en el valle durante la llegada de los españoles. En el vocablo indígena, que de acuerdo con Oswaldo Feo Caballero,"Naguanagua" significa "abundancia de aguas". Otras opiniones especulan que el vocablo "nagua" significa "río" en lengua indígena. En lenguaje Caribe se usa "Tuna" para denominar un río. Coincidiendo que la fundación del poblado colindaba con la desembocadura del río El Retobo en el río Cabriales, se asume que ambas bocas de agua pudieron haberle dado el nombre a la población de "nagua-nagua" o dos ríos que se juntan. Distinta es la consideración de interpretarlo como "entre cerros" en concordancia con otros vocablos de origen Caribe que tienen la terminación "agua" y se traducen correctamente como "cerro"; por ejemplo Aragua: Tierra de cerros.

## Historia
Los documentos y registros de la época colonial indican que la zona que hoy se conoce como Naguanagua estuvo poblada por comunidades indígenas de las étnicas Caribe y Arawac, constituyendo la agricultura, la caza y la pesca sus principales medios de subsistencia.
En el siglo XVI, el dominio de dichos poblados indígenas los ejercía el cacique Nagoanagoa, hasta el descubrimiento del Lago de Valencia en 1547 por los colonizadores españoles. Posteriormente, a finales del siglo del siglo XVII un grupo de vecinos allí asentados, encabezados por Don Bernardino López y Don Dionisio Matute, solicitaron al gobierno eclesiástico de la época (mediante documento fechado 28 de marzo de 1782) la conformación de un curato para satisfacer sus necesidades espirituales. Ello conlleva a que el Monseñor Don Mariano Martí, Obispo de la Provincia de Venezuela firmara el 14 de mayo de 1782 un decreto que dio nacimiento a la parroquia bajo la advocación de Nuestra Señora de Begoña. La demarcación para la iglesia , la plaza y el cementerio de la ciudad se realizó el 21 de enero de 1783.
En 1810 la ciudad pasa a formar parte del Cantón Valencia en calidad de pueblo. Esta unión se mantendría inalterable hasta 1994.
En 1881, el Cantón Valencia pasa a llamarse Distrito Valencia, cambiando el carácter de Naguanagua a parroquia foránea.
Tras aprobarse la Asamblea Nacional Constituyente propuesta por el presidente Nicolás Maduro el 30 de julio de 2017, en la madrugada del 6 de agosto del mismo año, un grupo de militares toman por asalto el Fuerte Paramacay del municipio.

## Geografía

### Localización
Se asienta en el valle del río Cabriales al este de su municipio, en la parte nor-central del Estado Carabobo, al norte de Venezuela. Conurba al sur con el Municipio Valencia, extendiéndose hacia el Norte del territorio municipal.

Lugares próximos

## Poder ejecutivo municipal
Es dirigida al igual que los demás poblados del Municipio Autónomo Naguanagua, por la figura del alcalde de duración 4 años, que es el jefe del ejecutivo municipal y primera autoridad civil, que puede ser reelegido para periodos adicionales y puede ser revocado a la mitad de su mandato mediante referéndum.
El alcalde nombra un gabinete de directores para diversas áreas de la administración municipal, el municipio posee su propia contraloría, procuraduría, institutos autónomos, fundaciones, policía, escudo y bandera.

## Educación

### Universidades, Colegios Universitarios e Institutos Tecnológicos
Universidades Autónomas Públicas
- Universidad de Carabobo (UC)

Universidades Nacionales Experimentales Públicas
- Universidad Nacional Abierta (UNA)
- Universidad Nacional Experimental Politécnica de la Fuerza Armada Bolivariana (UNEFA)

Universidades y Colegios Universitarios Privados
- Universidad Bicentenaria de Aragua (UBA)
- Colegio Universitario de Administración y Mercadeo
- Colegio Universitario Padre Isaías Ojeda

### Bibliotecas
- Biblioteca Casa de la Cultura
- Biblioteca Facultad de Ingeniería, Universidad de Carabobo

## Urbanismo

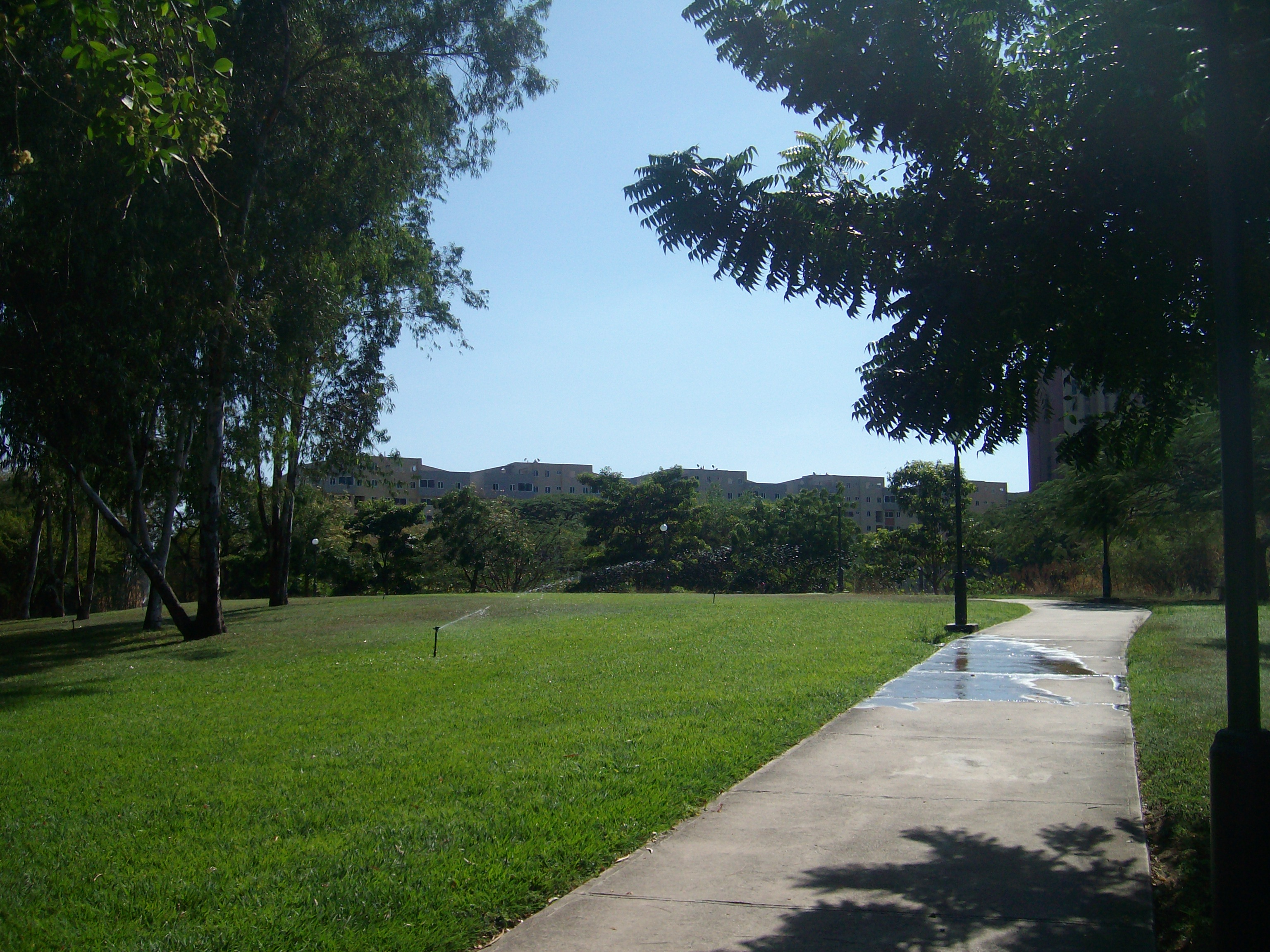
Parque Municipal Los Guayabitos

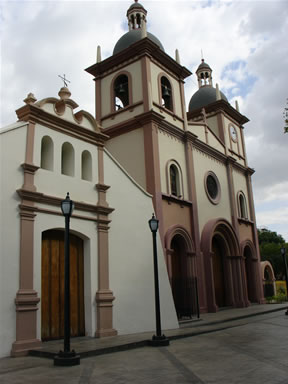
Casco Central de Naguanagua

Entre los parques se encuentran la Plaza Bolívar (Centro de Naguanagua), Parque Municipal Los Guayabitos (Los Guayabitos), el Jardín Botánico de Naguanagua (Av. 168 Salvador Feo La Cruz Este-Oeste), La Zona (Av. 97 Salvador Feo La Cruz, Norte-Sur, Las Quintas II), Naguanagua Sport Park (Palma Real), Parque Palma Real (Palma Real), Parque Municipal Geraldin Moreno (Av. 91 Génesis Carmona, Tazajal), Paseo Rómulo Gallegos (Av. 107 Yaracuy, Capremco), Parque Valle Fresco (c. 175-A, La Granja II), Verde Mágico (Av. 99, La Granja II), Paseo Venezuela (c. Paseo Venezuela) y el Paseo Carabobo (c. 175 Paseo Carabobo, La Granja I).
En la ciudad de Naguanagua se encuentran ubicados los centros comerciales más populares del Estado Carabobo, como el C.C. Sambil (Ciudad Jardín Mañongo), C. C. Cristal (Las Quintas II), C. C. Vía Veneto (Mañongo), C. C. La Granja (La Granja I) y es también sede del diario "El Carabobeño", localizado en el C. C. Omni Centro. Asimismo, el primer World Trade Center de Venezuela (el WTC VLN) está radicado en este municipio, formando parte del complejo hotelero de 5 estrellas, Hesperia Río.

### Sectores
190 |
Agua Linda |
Arturo Ramírez |
Av. 181 Valencia |
Barrio Unión |
Barrio Oeste |
Batalla de Bomboná |
Bella Vista |
Brisas de Carabobo |
Brisas del Café |
Campus Bárbula - Ciudad Universitaria |
Capremco |
Carialinda |
Chaguaramal |
Ciudad Jardín Mañongo |
Centro Histórico de Naguanagua |
Colinas de Girardot I |
Colinas de Girardot II |
Colón |
Democracia |
El Cafetal |
El Naranjal I |
El Naranjal II |
El Pinar |
El Piñal |
El Retobo |
El Rincón |
Guayabal |
Guaparo Norte |
Güere |
González Plaza |
La Begoña |
La Campiña I |
La Campiña II |
La Campiña III |
La Cidra |
La Entrada |
La Florida |
La Granja I |
La Granja II |
La Llovizna |
La Luz |
La Querencia |
La Sabana |
La Coromoto |
Las Palmeras |
Las Quintas I |
Las Quintas II |
Las Quintas III (Quintas del Norte) |
Lorenzo Fernández |
Los Candiles |
Los Caracaros |
Los Guayabitos |
Malagón |
Mañongo |
Monte Sion |
Negra Matea |
Nueva Esparta |
Palma Real |
Parque Naguanagua |
Puente Bárbula |
Rotafé |
Santa Ana |
Santa Eduvigis (Vivienda Rural Bárbula) |
Santa Marta |
Simón Bolívar |
Simón Rodríguez |
Tarapio |
Tazajal |
Terrazas de Naguanagua |
Terrazas de Paramacay |
Valle Verde | 
Rio Sil.

### Arterias Viales
- Sistema Vial de la Troncal 1:
  - Autopista del Este
  - Autopista Variante Guacara - Bárbula
  - Autopista Valencia - Puerto Cabello

Norte-Sur:
- Av. 91 Génesis Carmona
- Av. 97 Salvador Feo La Cruz Norte-Sur /Bernardino López (Antigua Av. Cementerio)
- Av. 97-A Principal del Los Guayabitos
- Av. 100 Bolívar (Ctra. Nacional)
- Av. 102 Universidad
- Av. Valmore Rodríguez

Este-Oeste:
- Blvd. Malagón
- Av. Intercomunal de Bárbula (Ciudad Universitaria)
- Av. Salvador Allende (Ciudad Universitaria)
- Av. 190
- Av. 181 Valencia
- Calle 176 Paseo Valencia
- Calle 175 Paseo Carabobo
- Calle 174 Paseo Venezuela
- Av. Este-Oeste 1 Palma Real
- Av. Este-Oeste 2 Palma Real
- Av. 168 Salvador Feo La Cruz Este-Oeste
- Av. 186
- Av. 161 Hispanidad
- GUERE

### Metro de Valencia
Las estaciones del Metro de Valencia que atraviesan la Ciudad de Naguanagua, son las siguientes:
- Estación La Granja (en proyecto)
- Estación Paramacay (en proyecto)
- Estación Tarapio (en proyecto)
- Estación La Campiña (en proyecto)
- Estación Universidad (en proyecto)
- Estación Simón Bolívar

El metro de Valencia aún no ha inaugurado estas estaciones.

## Medios de comunicación
Radio
- Manantial 92.7 FM
- Naguanaguanse 103.7 FM
- Canaima Stereo Radio Web

Televisión 
- Televisora Comunitaria del Municipio Naguanagua (TVCMN): Fundada en 1994 cuando se creó del municipio Naguanagua.
- Naguanavision: Fundada en el año 2001.
- Naguana TV: Fundada en el año 2004.
- NaguaVision: Televisora digital creada un 1 de noviembre de 2021.

## Patrimonio cultural inmaterial
En cuanto a sus tradiciones, La Virgen de Begoña es patrona del municipio desde el 14 de mayo de 1782, celebrándose en el mes de agosto la Feria de La Begoña, donde hay procesiones, corridas de toros, conciertos y feria pueblerina. Begoña es la patrona de Vizcaya.
Así mismo en la ciudad de Naguanagua existen manifestaciones culturales de raíz tradicional, tal es el caso de la Cruz de Mayo, San Juan Bautista y, más reciente data, el Baile de La Burra.

## Deporte
Entre las instalaciones deportivas están "El Complejo Deportivo Bicentenario Rubén Darío G J" (antes llamado "Rafael Yanes Gordils") que cuenta con canchas de tenis, gimnasio de esgrima, yudo, karate, campo de arco y flecha, y pista de bicicróss. También está el "Patinodromo de Capremco" donde además del patinodromo, hay una piscina, y "El Complejo Deportivo de la Ciudad Universitaria" que cuenta con pista de atletismo, cancha de fútbol, gimnasio techado para diferentes actividades, el famoso Domo de la Universidad de Carabobo donde se juega baloncesto y otros deportes, cancha de tenis, cancha de voleibol de arena y una piscina olímpica y fosa.
Entre sus atletas que representan al municipio están el campeón internacional de caminatas Hildebrando Espino quien posee el segundo mejor registro en los 5 km de caminata a nivel mundial con 24':51", quien en enero del 2010 logra el subcampeonato mundial en el International Championships Street Walk en Egipto.
Otro atleta importante del municipio, fue el joven Fernando Boccia, destacado triatleta y estudiante de Ingeniería de la Universidad de Carabobo fallecido el 6 de abril de 2013, víctima de una accidente de tránsito junto a otros deportistas en el Estado Anzoategui. El accidente ocurrió cuando se dirigían a una competencia de Triatlón. Fernando junto a sus hermanos Francesca y Gianfranco fueron condecorados en enero de 2013 por el alcalde Alejandro Feo La Cruz como los atletas más destacados en esa disciplina en el año 2012.